# 「西部警察」男たちの詩
『「西部警察」男たちの詩』（せいぶけいさつ おとこたちのうた）は、テレビドラマ『西部警察』のサウンドトラックアルバム。1984年2月21日発売。

## 概要
石原裕次郎が歌った主題歌・挿入歌とインストゥルメンタル5曲を収録したベスト・アルバム。「たとえばヨコハマ」は劇中ではインスト版が使われたが、本アルバムには歌入りのものが収録されている。

## 収録曲
1. ワンダフル・ガイズ
2. 嘆きのメロディー
3. 勇者たち
4. 時間よお前は・・・・
5. 思い出さがし
6. ブランデーグラス
7. スーパー・チェイサー
8. 西部警察メインテーマ・TVサイズ
9. 夜明けの街
10. みんな誰かを愛してる
11. パトカー・コンボイ
12. 涙は俺がふく
13. たとえばヨコハマ
14. 哀愁のエアポート

- 演奏：高橋達也&東京ユニオン(#1,7,11,14)、ホーネッツ(#8)
- 歌：石原裕次郎(#2-6,9,10,12,13)

## 資料
- 西部警察 誕生30周年 サウンド・トラック・アルバム大全集（2009年、テイチクエンタテインメント）